# Frappuccino
Frappuccino es una marca registrada de bebidas de café congelados vendidos por la cadena de café Starbucks. Se compone de café u otro ingrediente de base (por ejemplo, crema), mezclado con hielo y otros ingredientes diversos, coronado con crema batida. Frappuccino también se vende como bebida de café en botella en las tiendas y en máquinas expendedoras.

## Historia
Frappuccino es un acrónimo de frappe y cappuccino, un café expreso con espuma de leche. La palabra fue acuñada y registrada como marca en Boston, Massachusetts. En el área de Boston, un "frappe" (pronunciado "frap") es un término para referirse a un batido espeso con helado, derivado de la palabra francesa frappé. La bebida Frappuccino original fue desarrollada, registrada y vendida en las cafeterías de George Howell, The Coffee Connection, al este de Massachusetts. Cuando Starbucks compró The Coffee Connection en 1994, también recibió los derechos de usar, fabricar, comercializar y vender la bebida Frappuccino. La bebida se estrenó bajo el nombre de Starbucks en 1995.
En respuesta al éxito de Frappuccinos, varios competidores de Starbucks han desarrollado bebidas semejantes con nombres que suenan similares, pero solo Starbucks pueden utilizar legalmente la marca "Frappuccino".

### Descafeinado
Los Frappuccinos descafeinados se interrumpieron en 2008 y fueron prorrogados en 2010. Están disponibles actualmente.

### Crème
Alternativamente a las versiones de Frappuccino a base de café, fue creada una a base de "crema" para hacer una bebida llamada Frappuccino Blended Crème.

### Vegan
Desde de mayo de 2010, se encuentran disponibles Frappuccinos a base de leche de soja en las tiendas en los Estados Unidos y Canadá. En enero de 2011, Starbucks introdujo esta opción en las tiendas de Australia. Desde entonces, se ha implementado en el Reino Unido y otras tiendas alrededor el mundo.

## Versiones disponibles
La siguiente es una lista de las versiones típicas disponibles de cada tipo de Frappuccino.

### Mezclas de zumos
En el verano de 2006, Starbucks introdujo la mezcla de zumo de Frappuccino, que se describe como "zumos de frutas reales combinados con Tazo Tea, mezclado con hielo" . Esta versión es diferente a las versiones Tazoberry "té mezclado" de hace varios años, ya que utiliza más zumo y te helado "recién hecho" en lugar de la bebida concentrada en botella. Las mezclas de zumo se interrumpieron entre 2007 y 2008. Las bebidas en esta categoría incluyen:
- Granada (frambuesa y grosella negra en Reino Unido e Irlanda): Granada, melocotón y otros zumos de fruta combinados con té helado 'Zen'.
- Tangerine (mango-maracuyá en Reino Unido, Irlanda, Japón y España): Mandarina y otros zumos de fruta combinado con té helado.
- Blended Strawberry Lemonade: Una combinación de puré de fresa y limonada.
- Blended Beverage Lemonade: limonada fresca con la cáscara de limón real, mezclado con hielo.

La Lemonade Blended Beverage se hizo con una propietaria de base Blended Lemonade, que consistía en la cáscara de limón real y era más gruesa que la limonada que se utiliza actualmente para Iced Tea Lemonade. Esta base se interrumpió en el otoño de 2008. Los Blended Lemonade todavía se puede comprar en Starbucks. Sin embargo, se hacen con otra base de limonada y, por lo tanto, tiene un sabor y consistencia diferente.

### Modificaciones
Como muestran las variedades de bebidas enumerados anteriormente, muchas bebidas contienen ingredientes adicionales, que pueden incluir tomas de café espresso, jarabes saborizados, chips de brownie y polvos con sabor. Los Frappuccinos también pueden ser el doble de mezclado o elaborado con más o menos hielo. También se pueden añadir en la corona del Frappuccino una llovizna de Mocha, doble chip Chocolate o llovizna caramelo, entre otros ingredientes. Cualquier bebida puede tener un jarabe adicional o muchos otros aromatizantes añadidos a petición por un cargo adicional.
Sin embargo, otra modificación, aunque menos popular, es ordenar el Frappuccino "estilo affogato". La palabra italiano affogato se traduce como "ahogado" en Español. Un Frappuccino affogato tiene un shot de espresso en la parte superior en lugar de mezclarse con el resto de la bebida. Las versiones más comunes de esta variación se conocen como "affogato caramelo" y "mocha affogato", en el que el espresso se vierte en la parte superior de un patrón cuadriculado de caramelo o salsa de mocha en lugar de crema batida.

### Variedades internacionales
También hay diferentes versiones disponibles sólo en algunos países, tales como Plátano, Mango y Azuki (frijol rojo) en Filipinas y Japón. Plátano también está disponible en Suiza. Blackberry Green Tea está disponible actualmente en las Filipinas y Australia. Otra variación que se encuentra en Japón es el Frappuccino Sakura (flor de cerezo). El Frappuccino Jelly era antes una oferta de temporada en Filipinas, pero ahora es parte del menú estándar. Coconut Mocha está disponible en los EE. UU., Argentina, Uruguay y Brasil ofrecen un Frappuccino de Dulce de Leche (un jarabe derivado de un proceso de la leche de vaca). En Perú, desde 2011, existe el Frappuccino de Algarrobina (un jarabe derivado del árbol de algarrobo negro) y, desde el 2018, el Frappuccino de Lúcuma.

## Versión embotellada
Una bebida embotellada, también llamado Frappuccino, se vende en las tiendas y máquinas expendedoras. En los EE. UU. la versión embotellada de 9.5-oz es fabricada por PepsiCo. En Europa, este producto es hecho por Arla Foods en Dinamarca. Este producto utiliza una receta diferente de la de la bebida mezclada del mismo nombre.
Los sabores disponibles son:
- Caramel: el sabor más popular. Tiene un toque de sabor de caramelo.
- Mocha: hecho con chocolate.
- Mocha Lite: hecho con chocolate y crema especial para que sea menos engordante.
- Vainilla: con un toque de aroma de vainilla.
- Café: similar al café helado.
- Strawberries & Crème: base de crema y café.
- Mint Mocha (Edición Limitada): desde su incorporación en julio de 2005, ha aparecido durante las temporadas de vacaciones.
- Dark Chocolate Mocha de la hierbabuena (Limited Edition): igual que la Mint Mocha, pero con sabor a chocolate y menta extra. Lanzado para la temporada navideña de 2007 y 2008.

Mocha Chocolate negro: Al igual Mocha pero con chocolate extra. Lanzamiento febrero de 2008.
- Dark Mocha Frambuesa (Edición Limitada): chocolate negro con un toque de frambuesa. Lanzado en agosto de 2008.
- Mocha Cookies Crumble: chocolate con galletas en la parte superior.